# Test sume rangova
Test sume rangova je neparametarski test za provjeravanje spadaju li dva uzorka u populaciju s istim medijanom. Ovaj se test još naziva Wilcoxonov T-test, Mann-Whitneyev U-test. Po smislu je sličan medijan testu, ali mu je snaga veća. Značajnost dobivenog rezultata provjerava se uz pomoć z-vrijednosti normalne distribucije ili uz pomoć tablica.